# ㅎ
Hieut (litera: ㅎ, kor. 치읓) – spółgłoska zwarta należąca do grupy pisma hangul, do oznaczenia spółgłoski szczelinowo krataniowo bezdźwięcznej [h] na początku sylab . Według transkrypcji McCune’a-Reischauera spółgłoska brzmi "h".
Jak podaje Koreańska Zasada Pisowni (Hunminjeongeum) ㅎ jest czternastą literą alfabetu koreańskiego.
Dźwięk spółgłoski brzmi podobnie jak "h" w angielskim słowie "hat" lub "h".

## Pismo

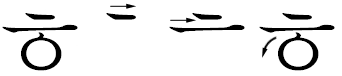
Kolejność stawiania kresek

## Historia
Uważa się, że litera ta ma mocniejszy dźwięk niż ㆆ, dlatego dodano do niej kreskę i stworzono "ㅎ".
Od 1751 roku litera jest czternastą w alfabecie. Wcześniej była dziewiętnastą.